# Rzeczków (powiat rawski)
Rzeczków – wieś w Polsce położona w województwie łódzkim, w powiecie rawskim, w gminie Biała Rawska.
Wieś wymieniana w 1417 r. jako Rzeczkowo.
Wieś duchowna położona była w drugiej połowie XVI wieku w powiecie bielskim ziemi rawskiej województwa rawskiego. W latach 1975–1998 miejscowość należała administracyjnie do województwa skierniewickiego.

## Zabytki
Według rejestru zabytków Narodowego Instytutu Dziedzictwa na listę zabytków wpisane są obiekty:
- zespół dworski, 2 poł. XIX - XX w.:
  - dwór, nr rej.: 601 z 28.07.1983
  - park, nr rej.: 568 z 20.06.1981